# Reading (Pensylvánie)
Reading je město v okresu Berks County ve státě Pensylvánie ve Spojených státech amerických. V Berks County je Reading zároveň správním městem a největším městem. Po Filadelfii, Pittsburghu a Allentown je Reading zároveň čtvrtým největším městem v Pensylvánii, nachází se v její jihovýchodní části asi 62 kilometrů jihozápadně od Allentownu a 80 kilometrů severozápadně od Filadelfie.
K roku 2020 zde žilo 95 112 obyvatel. S celkovou rozlohou 26 km² byla hustota zalidnění 3 600 obyvatel na km². Podle sčítání obyvatel v roce 2010 byl Reading městem s nejvyšším podílem obyvatel žijících v chudobě ve srovnání se všemi městy v USA čítající alespoň 65 tisíc obyvatel. V minulosti byl známý jako tzv. The Pretzel City, neboť ve městě byla v provozu řada pekáren prodávající preclíky. Oblast kolem Readingu se na začátku 21. století stala populární destinací pro cykloturisty.